# Ceroctis postrimaculata
Ceroctis postrimaculata es una especie de coleóptero de la familia Meloidae.

## Distribución geográfica
Habita en la República del Congo.